# Cynoglossum creticum

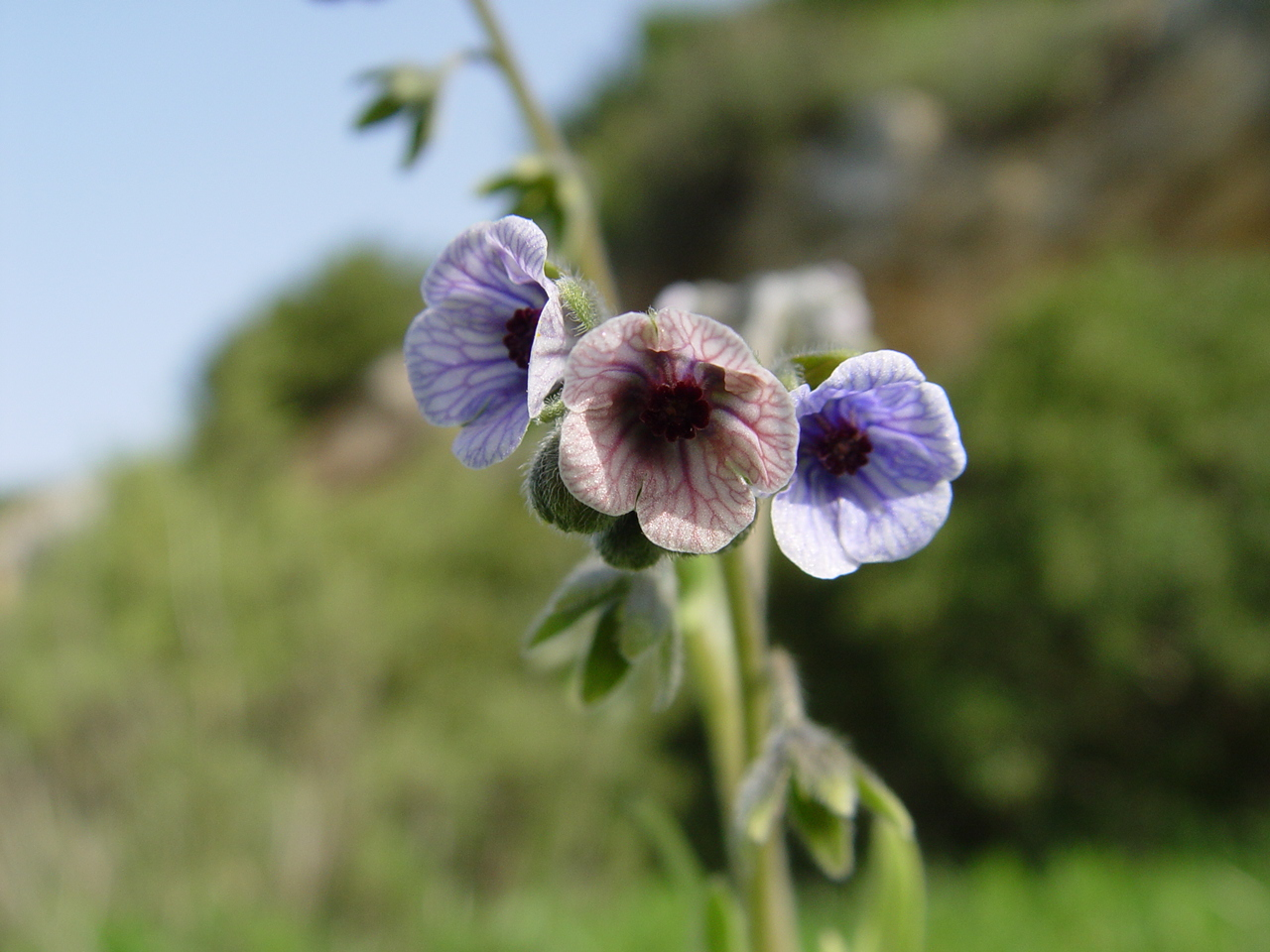
Flores.

Cynoglossum creticum Mill., es una especie fanerógama perteneciente a la familia de las boragináceas. Es originaria de la región mediterránea

## Descripción
Es una planta herbácea vivaz con tallo erecto y corola de color violeta, azul pálido o blanquecina con venación reticulada de color azul oscuro. Alcanza los 20-80 cm de altura.  En el primer año de crecimiento, aparece sólo una de roseta con hojas lanceoladas, espesas, suaves y peludas. En el segundo año aparece la inflorescencia. Cada flor fructifica produciendo cuatro piezas dispuestas en cruz.  

## Taxonomía
Cynoglossum creticum fue descrita por Philip Miller y publicado en The Gardeners Dictionary: . . . eighth edition no. 3. 1768.
Etimología
Cynoglossum: nombre genérico que deriva del griego cyno = "perro" y glossum = "lengua", refiriéndose a su parecido con la lengua de un perro. 
creticum: epíteto geográfico que alude a su localización en Creta.
Sinonimia
- Cynoglossum amplexicaule Lam.
- Cynoglossum atlanticum Murb.
- Cynoglossum creticum var. doumerguei Sennen & Mauricio
- Cynoglossum molle Phil.
- Cynoglossum pallidiflorum Grecescu
- Cynoglossum pictum Aiton
- Cynoglossum siculum Guss.
- Cynoglossum tomentosum Lehm.[2]

## Nombres comunes
- alicaneja de Canarias, lengua de perro, oreja de liebre, viniebla, viniega.[3]